# Свадебное платье

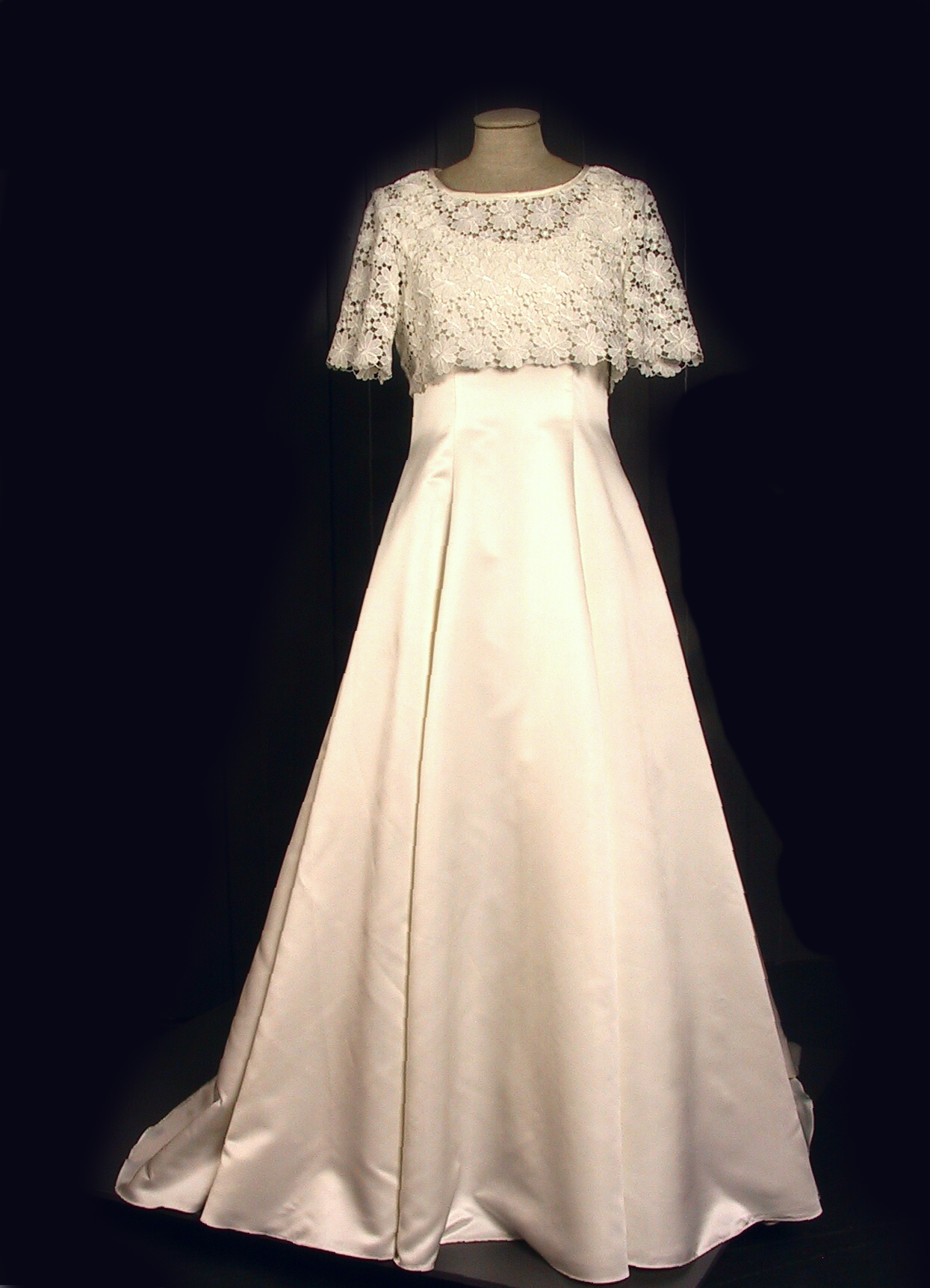
Европейское свадебное платье XX века

Сва́дебное пла́тье — нарядная одежда, которую принято надевать на церемонию бракосочетания или во время обряда венчания невесте. Классическое свадебное платье традиционно бывает белого цвета, но цветовая гамма наряда практически не ограничена. Разнообразна не только палитра оттенков свадебных платьев, но и стилевые решения, применяемые при пошиве наряда. Обычным дополнением свадебного платья является фата.

## Культурные особенности

### Западные культуры
Свадьба — это союз между двумя людьми, семьями или странами. Среди знати и высших слоёв общества в Средневековье договаривались о свадьбе, руководствовались соображениями политики, положения в обществе, богатства, чем любви. Невесты одевались так, чтобы представить свои семьи в самом выгодном свете во время свадебной церемонии. Платья невест из богатых семей шились из дорогих тканей, отделывались мехом.
На протяжении веков платья невесты должны были соответствовать их социальному статусу и моде. Количество метров ткани потраченных на пошив свадебного платья отражало социальный статус невесты и указывало на степень богатства семьи. Платья для невест шились из различных цветов, белый не был популярен. В православной и многих протестантских традициях надевать белое платье лишь выходя замуж впервые, разведённая или вдова должна выбрать другой цвет. В Скандинавии, где господствовали пуританские законы, платье для невесты шили в чёрном цвете. Традиционное белое свадебное платье, используемое в качестве праздничной одежды, предназначенной исключительно для сочетания браком или венчания, появилось в XIX веке, а именно 10 февраля 1840 года, когда английская королева Виктория впервые надела белый наряд на церемонию бракосочетания с герцогом Альбертом Саксен-Кобург-Готским. Официальная фотография в свадебных облачениях королевских особ была опубликована и пользовалась большой популярностью. Другие невесты выбирали белый цвет для своих платьев, подражая королеве, это стало высшим проявлением моды, стиля, шика и по настоящее время. Невесты из бедных семей на церемонию в церковь в день свадьбы надевали свои лучшие платья. В начале 21 века около 75% свадебных платьев на рынке были без рукавов и без бретелей. Другие невесты предпочитают более скромные фасоны с рукавами, более высоким вырезом и закрытой спиной. Большинство современных свадебных платьев имеют либо шнуровку сзади, либо молнию сзади. Свадебные платья также могут быть длинными или короткими, в зависимости от типа свадьбы. Многие западные церемониальные платья произошли от христианских ритуальных костюмов. Поэтому требовалось уменьшить воздействие на кожу. В ответ на эту тенденцию платья без рукавов или без бретелек часто носят длинные белые перчатки.

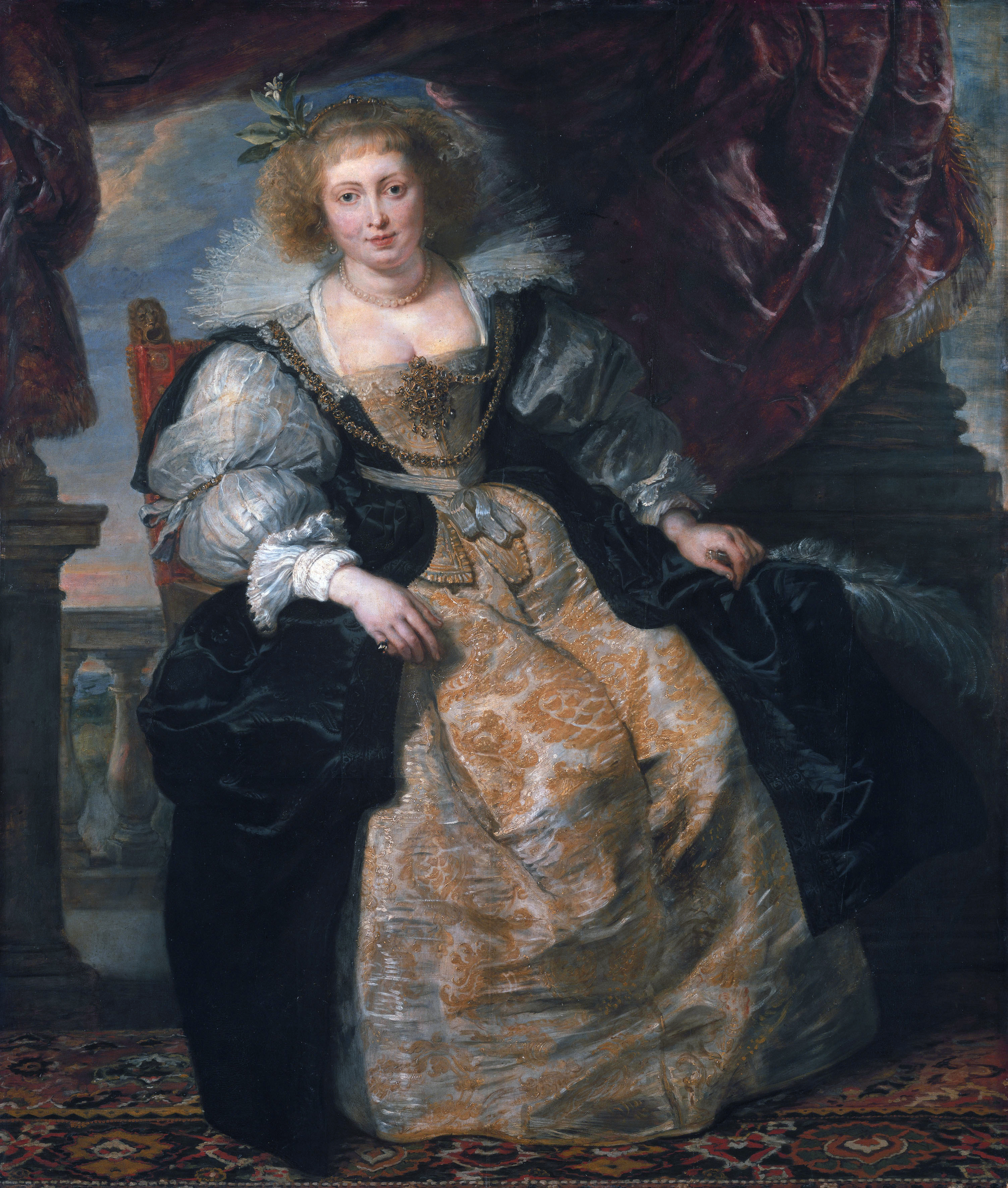
Елена Фурман в свадебном платье. Питер Пауль Рубенс. 1630
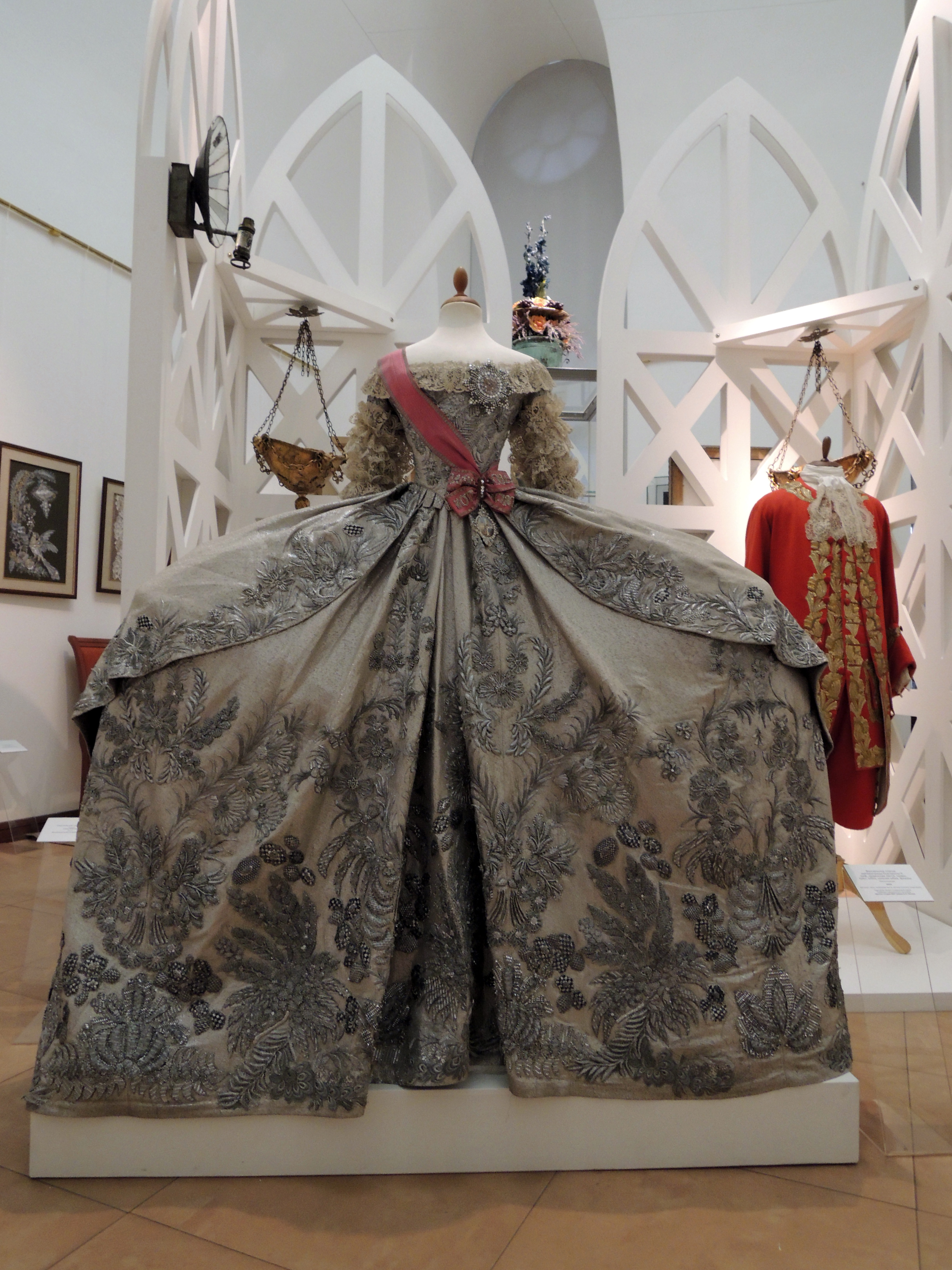
Венчальное платье Екатерины II. Реплика с оригинала 1745 года в Оружейной палате.
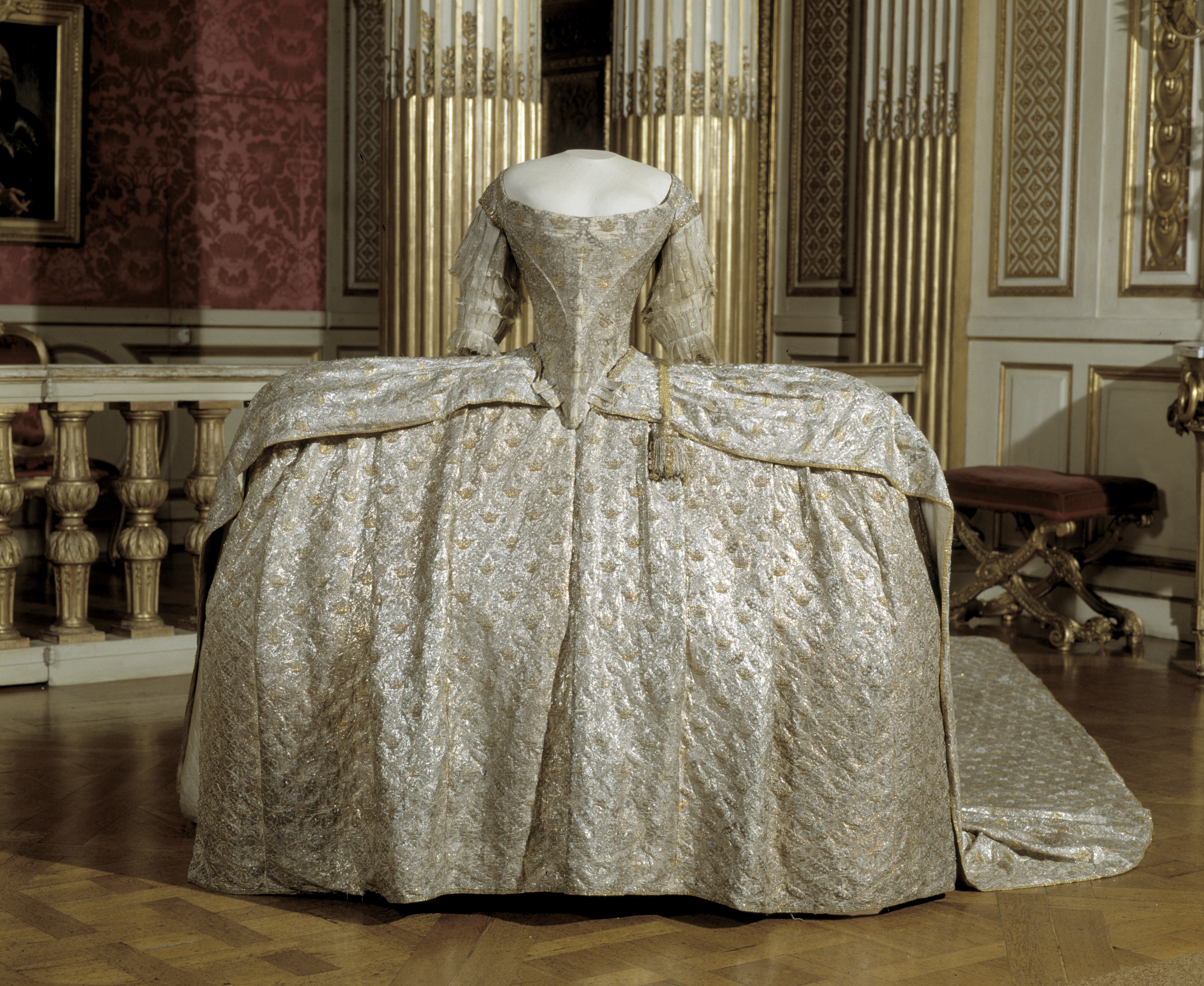
Свадебное платье Софии Магдалены Датской, 1766. Ливрусткаммарен.
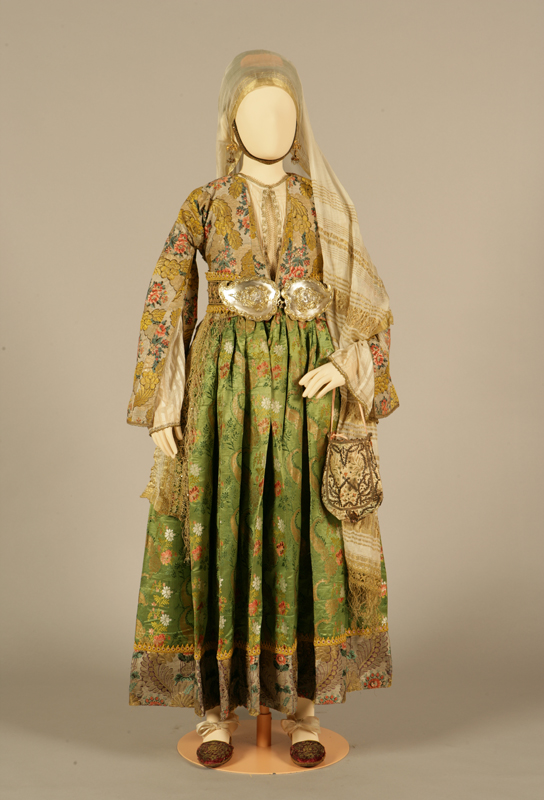
Греческое свадебное платье XVIII века.
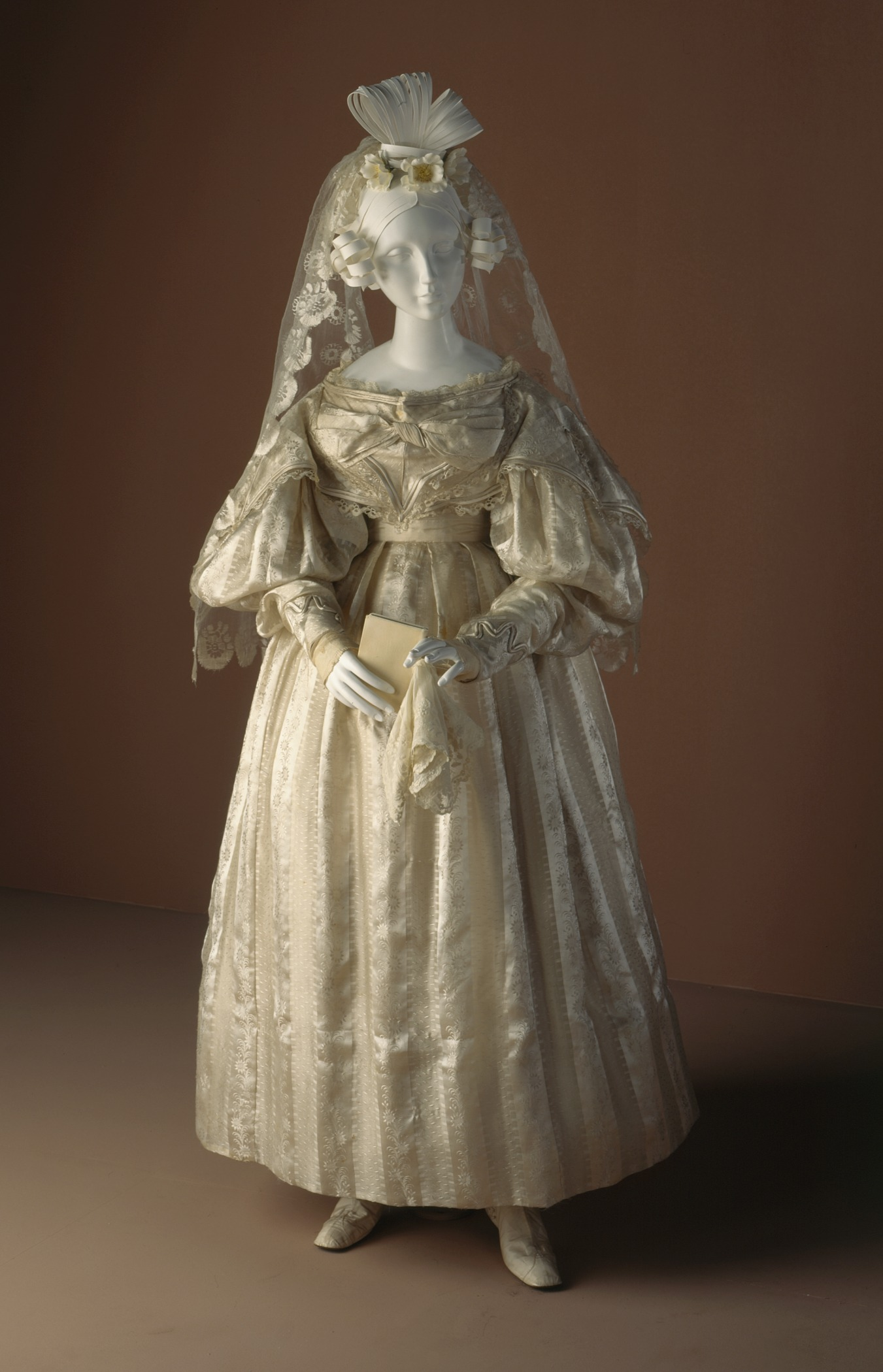
Свадебное платье, США, 1830-1833
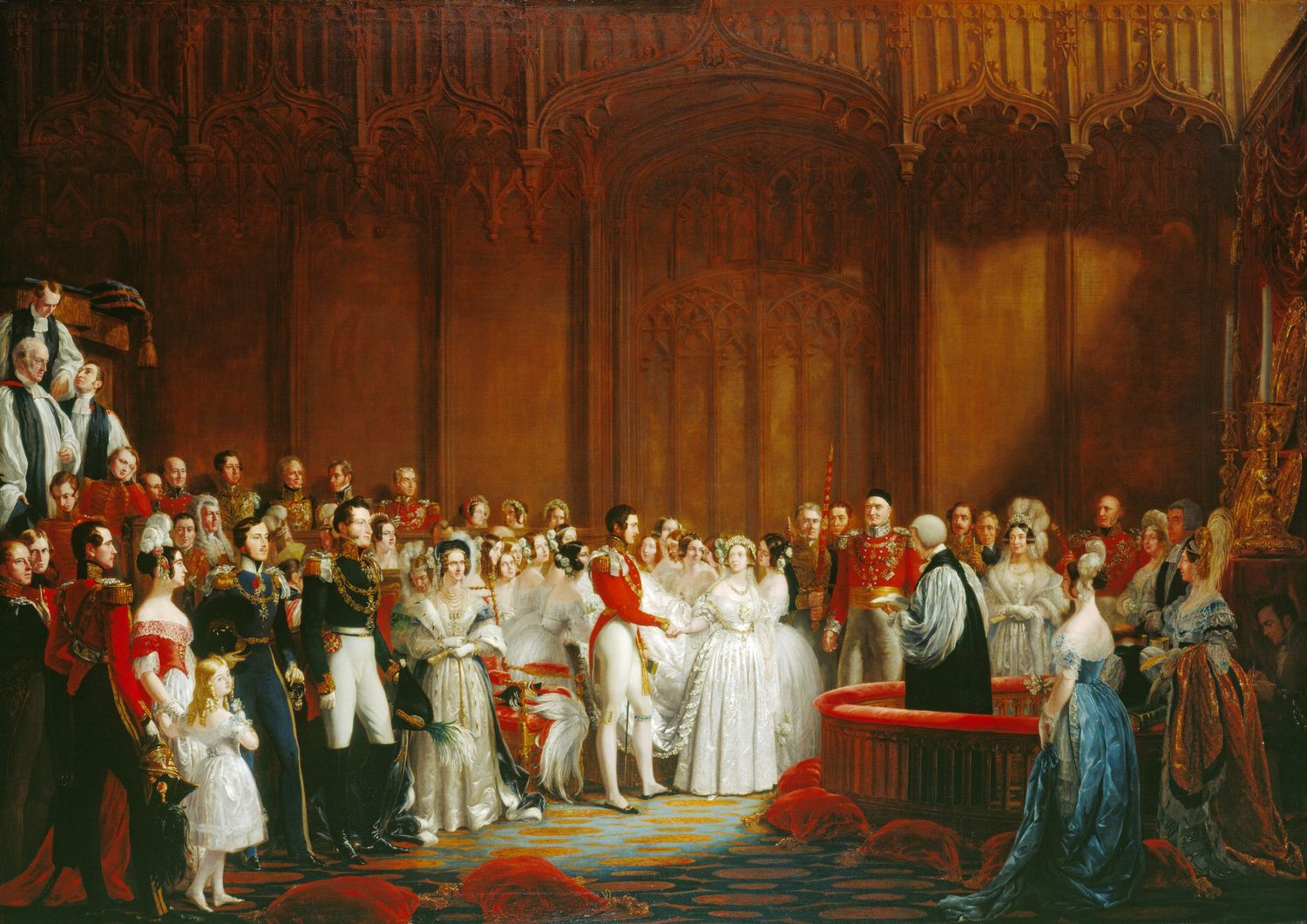
Свадьба королевы Виктории
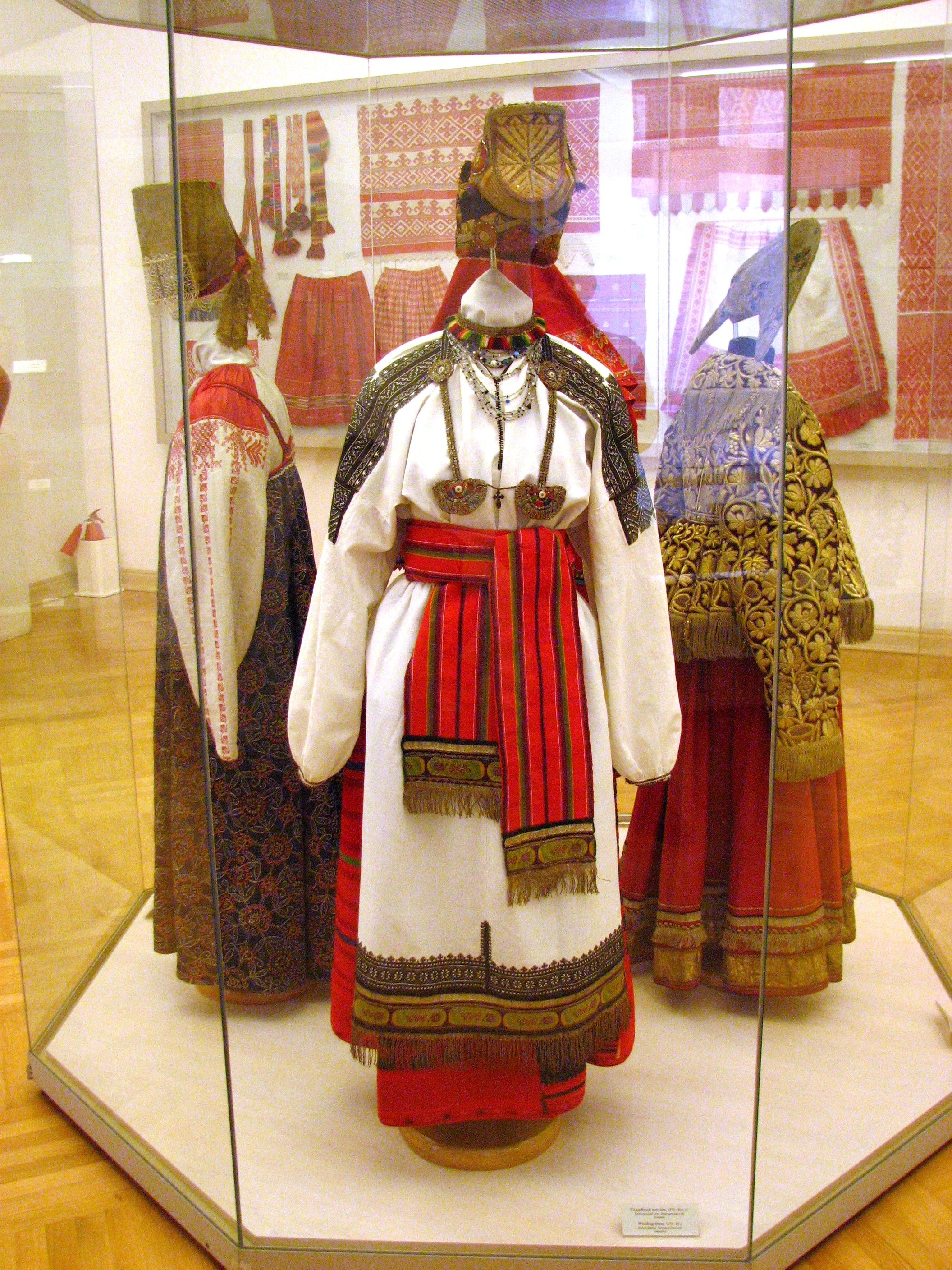
Женский свадебный костюм Воронежской губернии, 1870—1880 годы.

### Восточные культуры
Традиционный оттенок для свадебного платья в Китае, Индии (свадебное сари) и Вьетнаме (в традиционной форме Ао Зая) красный. Считается, что этот цвет приносит удачу и процветание.
Современные китайские невесты отдают дань западной моде только в стиле и фасоне, но и выбирают любые цвета для своего свадебного платья, не только красный.
Красный сари — традиционная одежда для невест в индийской культуре. Шили сари обычно из шёлка. Со временем цветовая гамма и выбор ткани для индийских невест расширился. Сегодня свадебное сари шьют из таких тканей, как креп, жоржет, атлас. Цвет современного свадебного сари это не только красный, но и золотой, розовый, оранжевый, коричневый, жёлтый.
На японской свадьбе невеста во время церемонии может сменить несколько раз платье, это может быть несколько разных кимоно или кимоно и платье, сшитое по западному образцу.

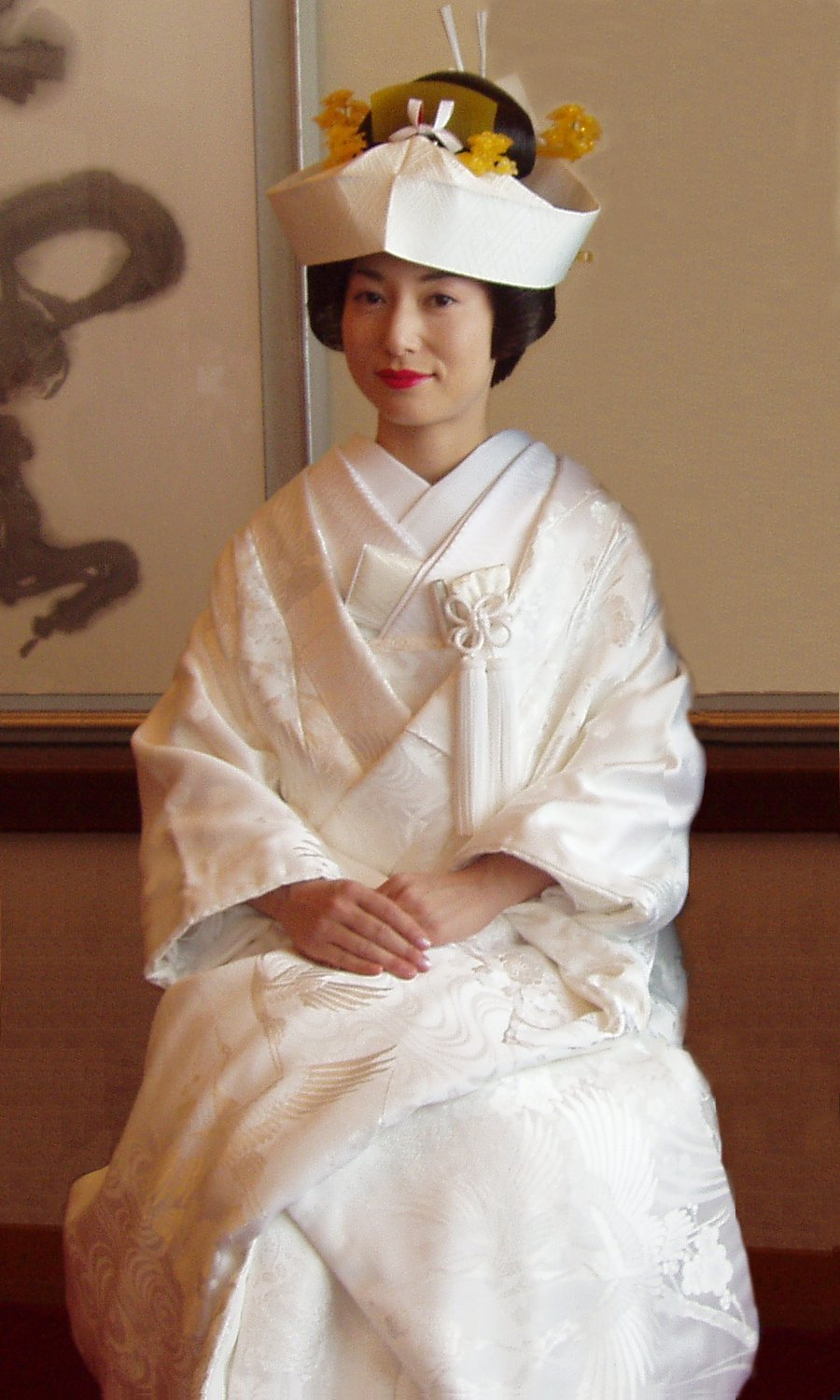
Nippon Kimono.
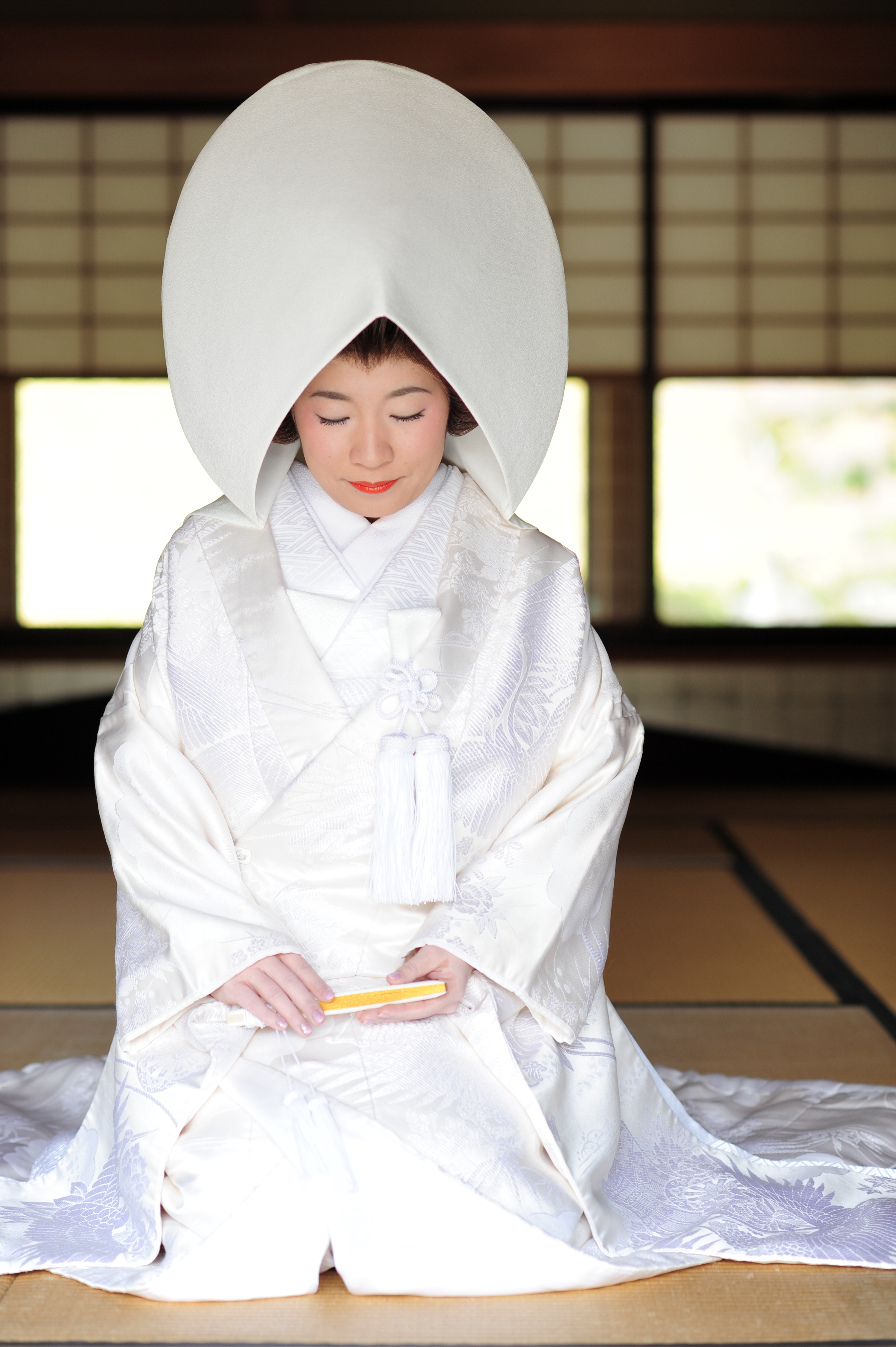
Свадебное кимоно. Япония
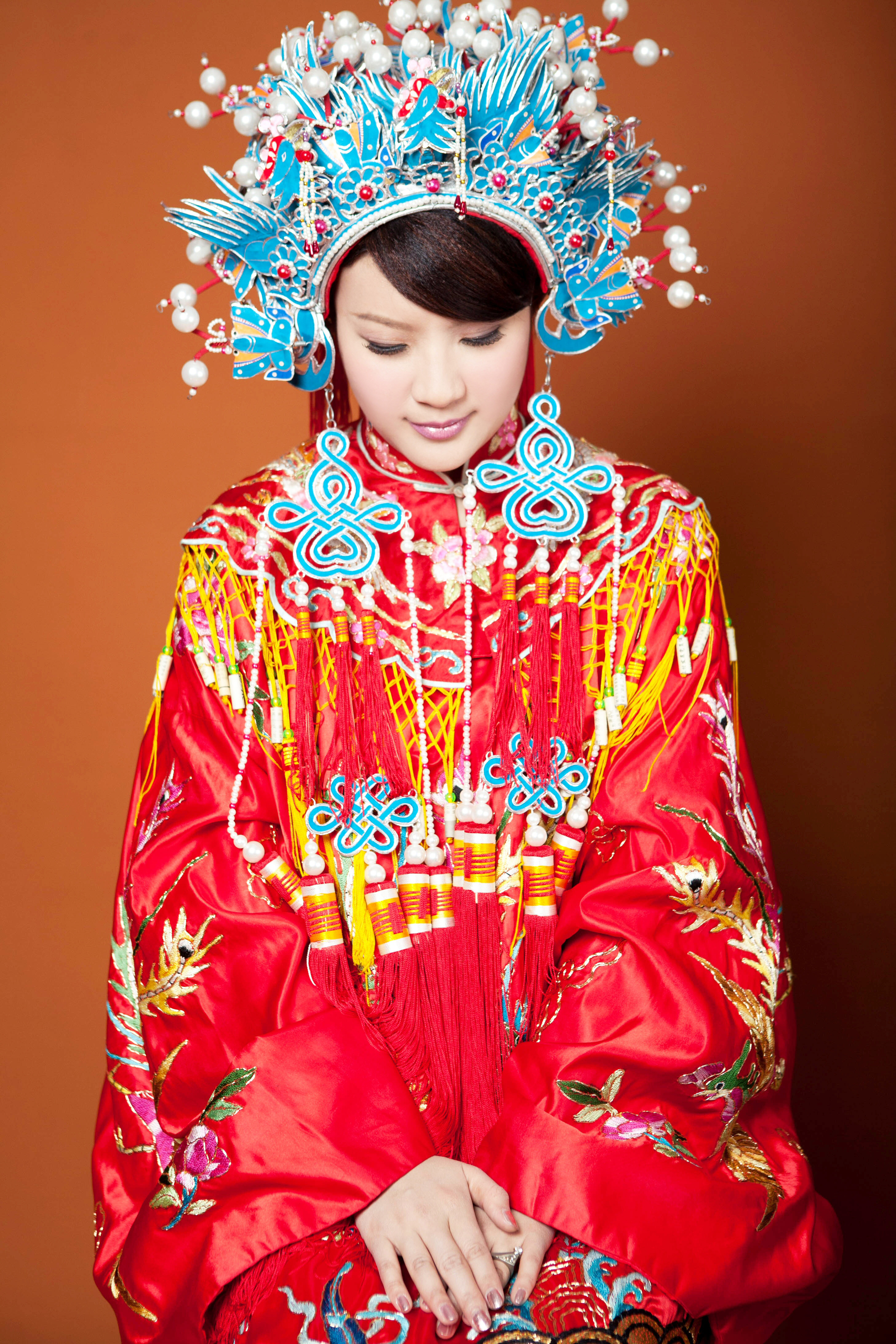
Традиционное китайское свадебное платье с короной-феникс (鳳冠).
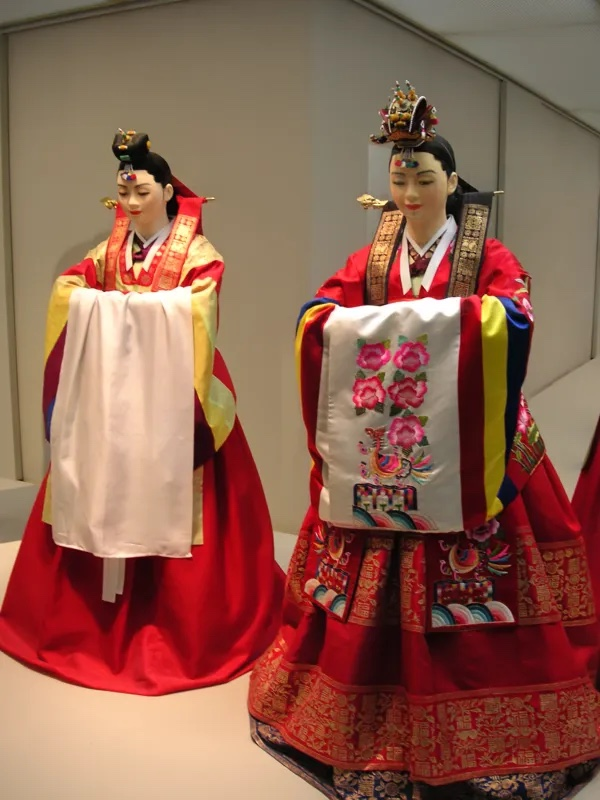
Свадебный ханбок. Корея.
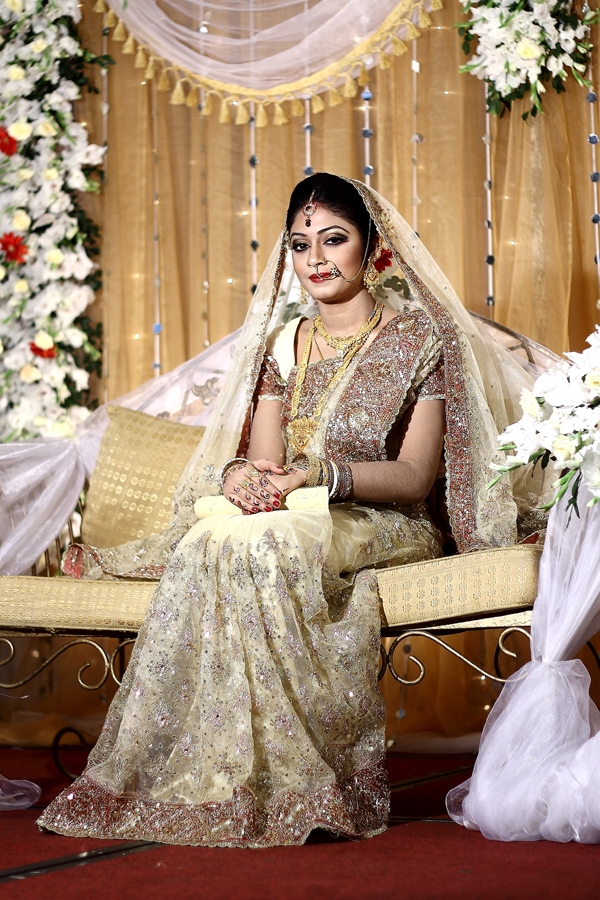
Невеста из Бангладеш в свадебном сари.
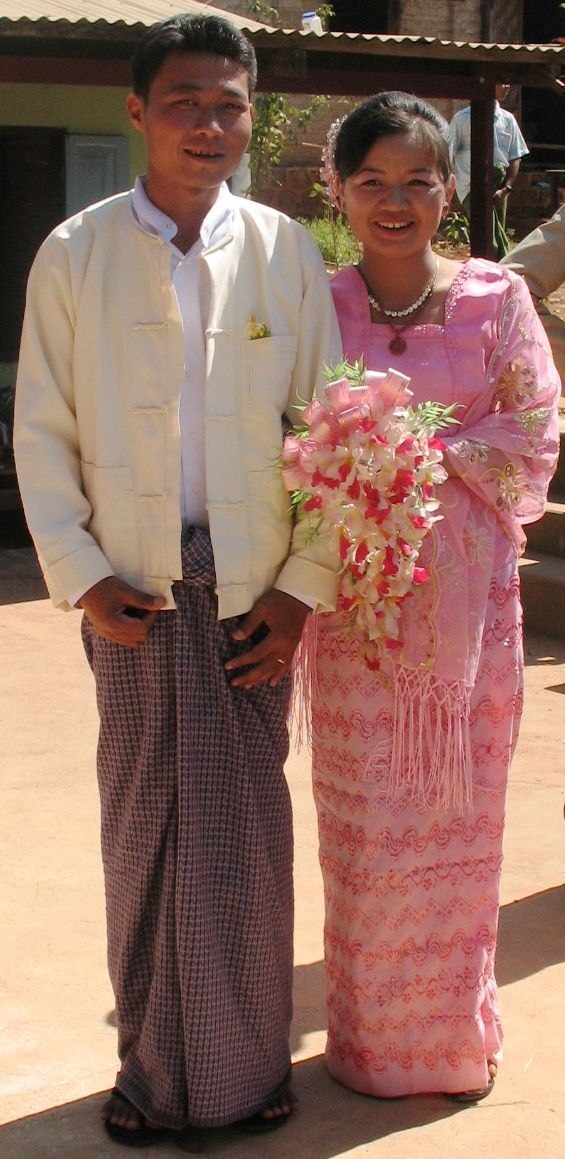
Бирманский свадебный наряд
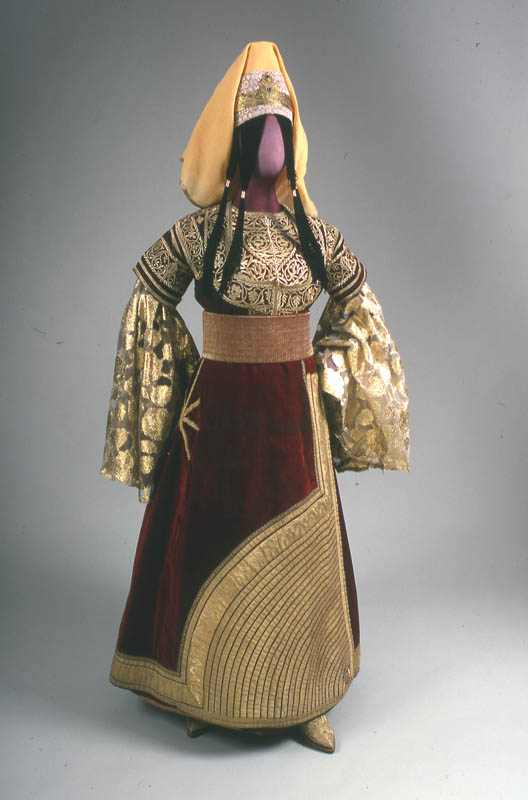
Марокканское свадебное платье XIX - XX века.
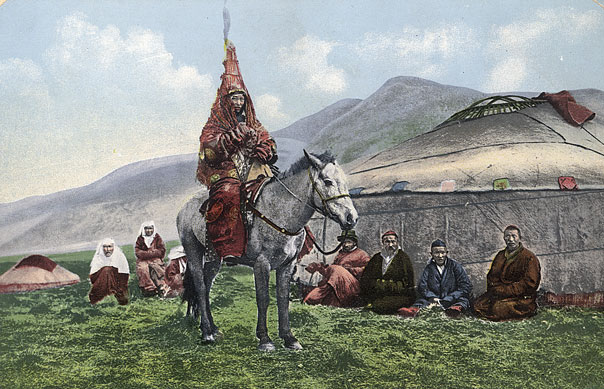
Казашка в свадебном наряде на лошади

### Индейские культуры
У коренных народов Северной и Южной Америк также есть различные традиции, связанные со свадьбой. Одежду для невесты шил жених, его родственники и другие мужчины, которые пожелали принять участие. Свадебный наряд невесты состоял из широкого пояса, двух белых свадебных халатов с красными полосами сверху и снизу, белых гетров из оленьей кожи и мокасин, повязки для волос и тростниковой циновки. Всё это в дальнейшем использовали как саван для погребения.
В индейском племени делавар костюм невесты состоял из юбки, изготовленной из оленьей кожи, ожерельев, тело до пояса было обнажено. Зимой костюм дополнялся оленьими гетрами, мокасинами и одеждой из перьев индейки. Лицо невесты раскрашивалось красной, белой или жёлтой глиной.
У племён Северной Калифорнии (в том числе кламат, модок и юрок) были свои цвета для свадебных платьев: белый — на востоке, синий — на юге, жёлтый (оранжевый) — на западе, чёрный — на севере. Жених и невеста надевали свадебные украшения из серебра и бирюзы, — считалось, что они должны защитить их от злых духов, голода, нищеты и несчастья.

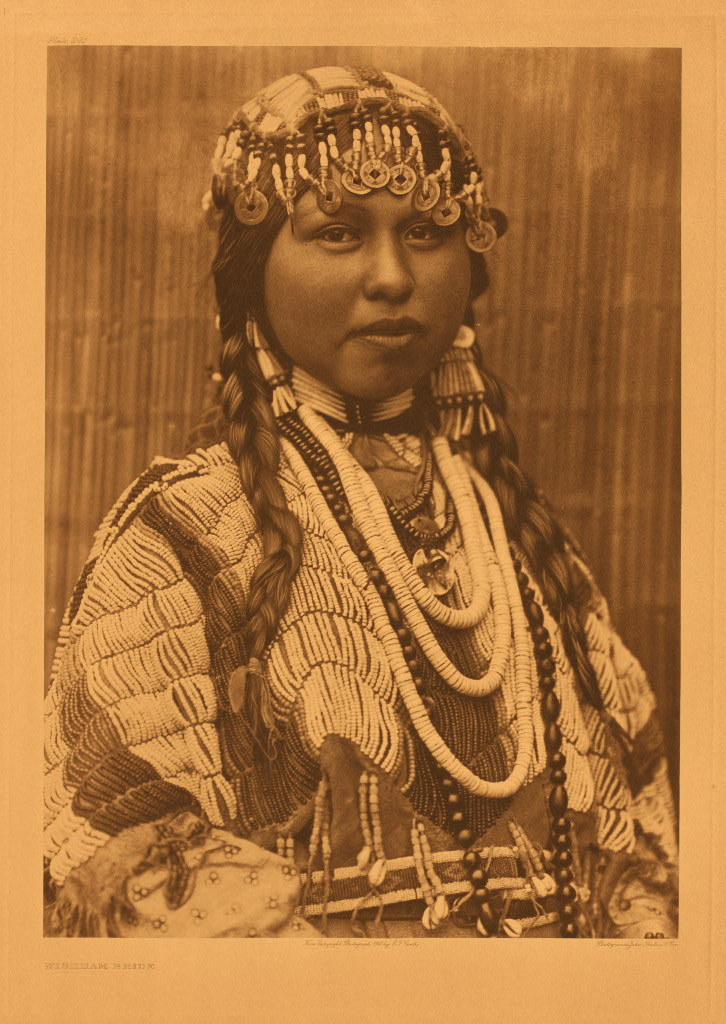
Североамериканская невеста племени васко-вишрам, 1910 год.
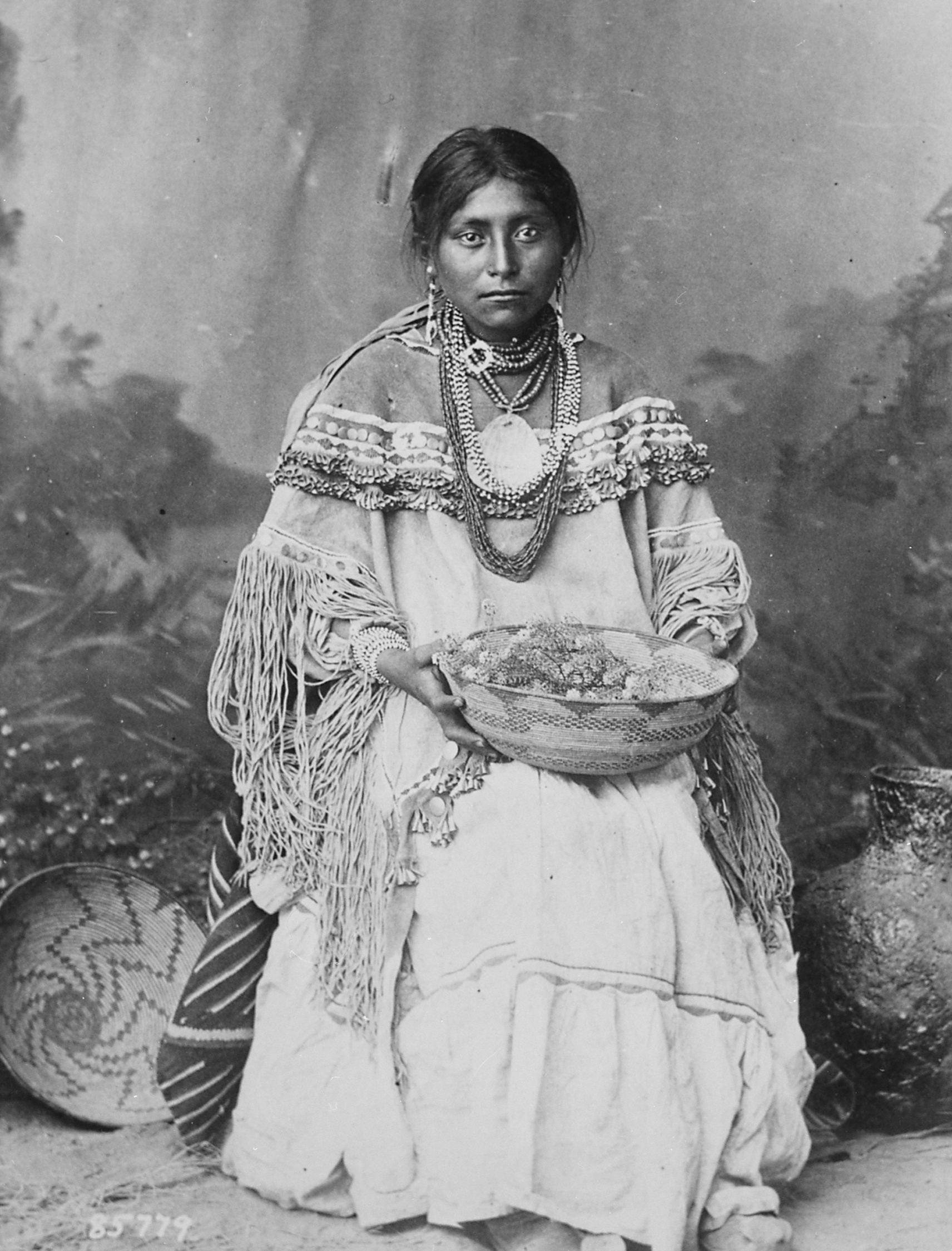
Невеста племени апачи.

## Стили свадебных платьев
Для свадебной одежды характерны два основных стиля, присущие одежде в целом — классический и романтический.
Характерные черты романтического стиля — обилие украшений, в том числе драпировка, вышивка, кружева, цветы и пр. Как правило, свадебные платья в романтическом стиле шьются из дорогих, цветных тканей сложных фактур. Романтическому стилю также свойственны глубокие декольте и облегающие фасоны.
Характерные черты классического стиля — строгие фасоны, отсутствие лишних украшений и ярких расцветок тканей. Цвет классических свадебных платьев — белый.

## Виды покроя свадебных платьев

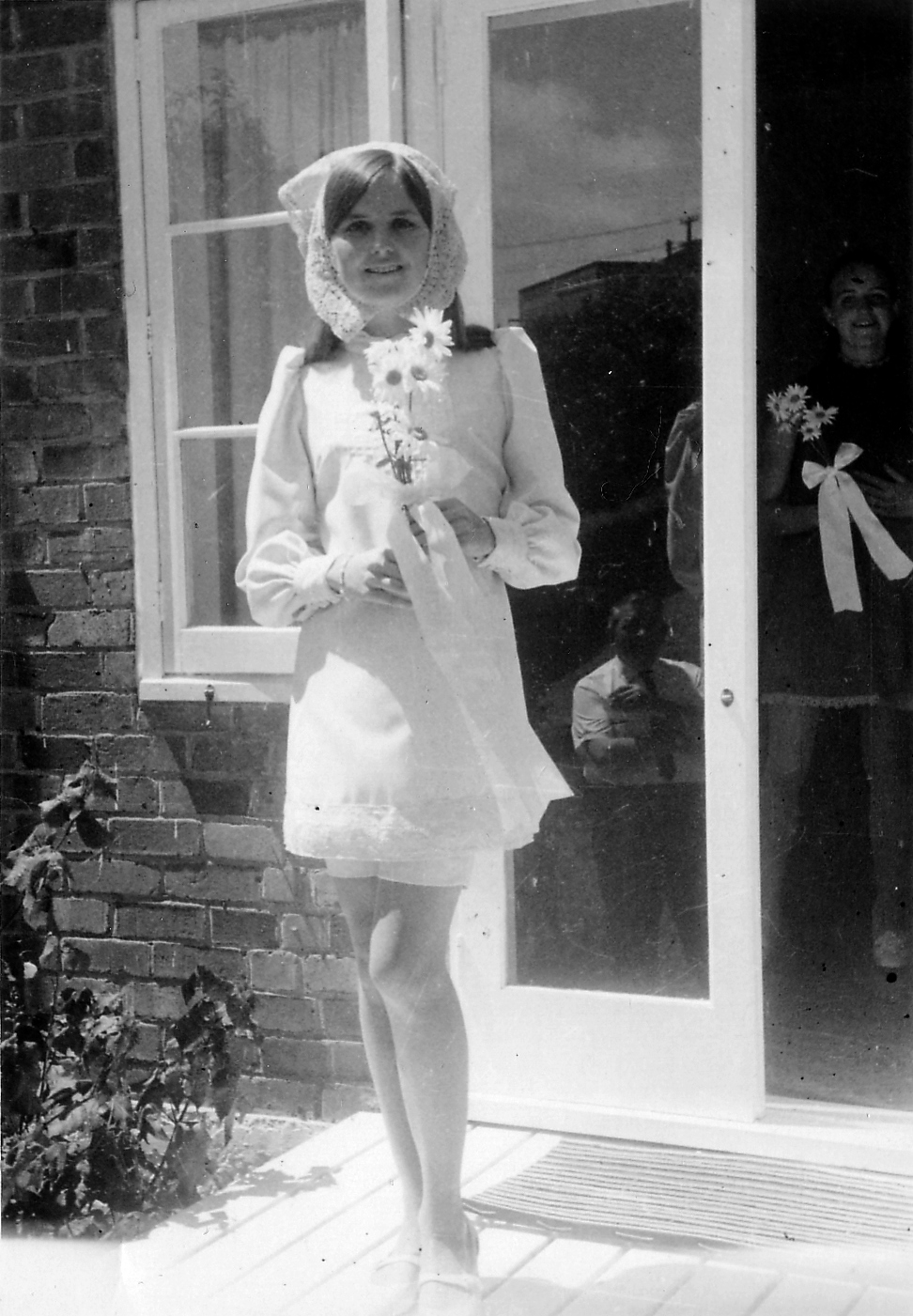
Невеста 1968 года в коротком свадебном платье.

Иногда свадебные платья делят на категории, придавая типам платьев названия «Шар», «Русалка», «Империя», но они являются устоявшимися только в среде свадебного бизнеса. Технически покрои свадебных нарядов бывают такими:
- Стандартный покрой, для которого характерны длинные линии юбки;
- Платье с корсетом. Его особенность состоит в том, что такой наряд имеет две части — отдельную юбку и корсет, визуально уменьшающий объём талии;
- Облегающее платье, плавно переходящее в широкую юбку;
- Такой же тип свадебного платья без пышной юбки, сохраняющее свои линии до пола.

Один из традиционных стилей свадебных платьев — с пышной юбкой и облегающим топом. В последнее время появились свадебные костюмы брючного типа, однако широкого распространения такой стиль свадебного наряда пока не получил.
Наиболее популярные среди невест свадебные платья: платье силуэта А, бальное свадебное платье, платье «Рыбка», прямое платье, платье «Ампир».
Можно выделить и такие виды свадебных платьев:

### Прямое

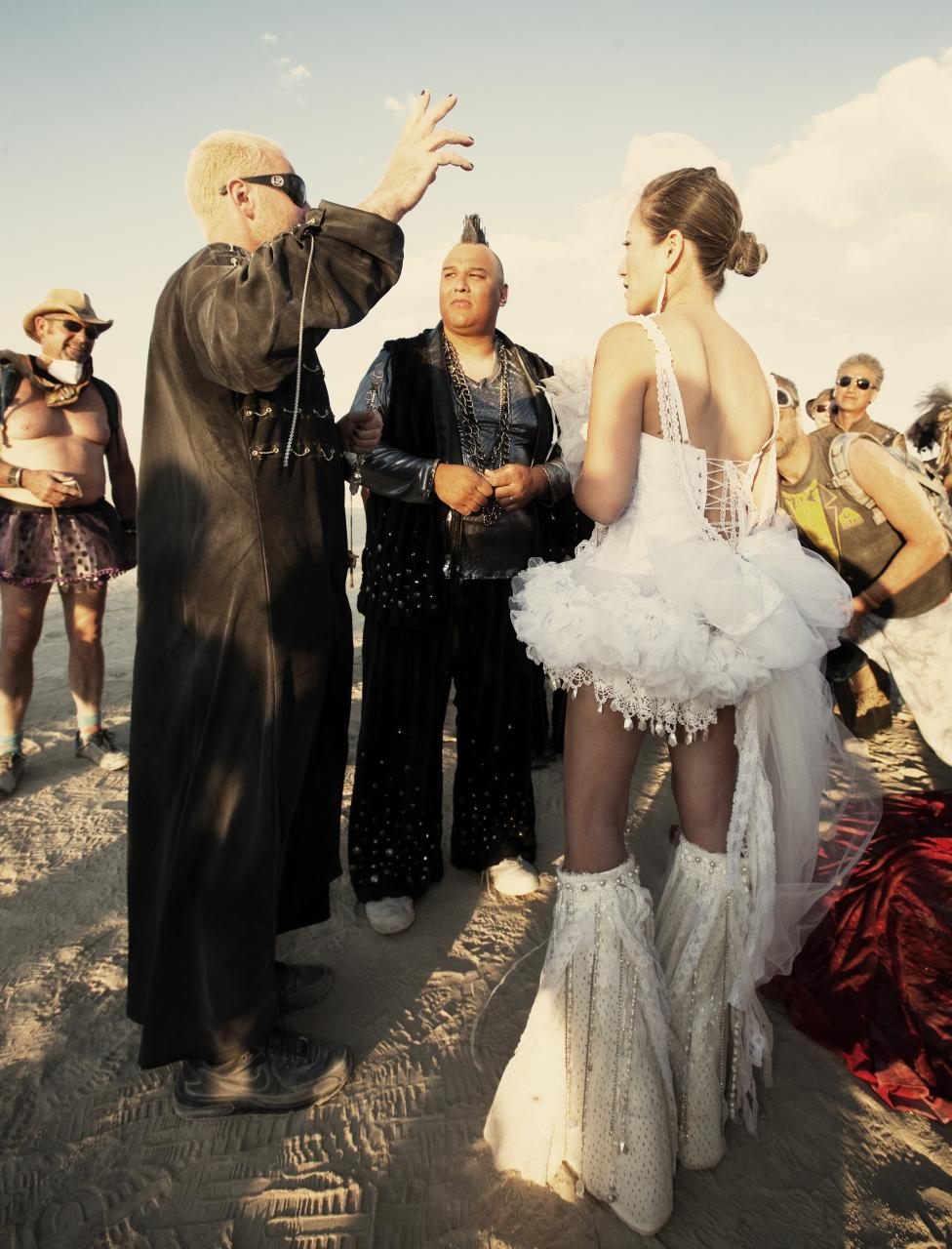
Нестандартное свадебное платье на фестивале Burning man, 2013 год.

Свадебные платья прямого силуэта, которые ещё называют платье-колонна или платье-ножны, выглядят особенно сексуальными. Они плотно облегают фигуру, открывая при этом каждый изгиб тела невесты. К прямым платьям относят также наряды в стиле «Ампир» — свободное платье из легкой ткани, с завышенной талией и струящейся юбкой. Такой силуэт был распространён в Древней Греции. Позже этот стиль вновь вошел в моду во времена императора Наполеона, когда было популярным подражание античности (по-французски «empire» значит «империя»)

### Пышное
Все пышные свадебные платья состоят из корсета, который делает узким верх невесты, и объемной юбки, пышность которой зависит от применения кринолина, юбок на кольцах или многочисленных слоёв ткани. Существует два варианта того, откуда начинается пышная юбка: от линии талии, и от линии бёдер (заниженная талия).

### Необычные
Нынешние невесты стремятся отойти от общепринятых традиций. Сюда можно отнести ставшие модными короткие и цветные платья.

## Свадебные поверья
В западной культуре сильно распространено одно поверье, связанное со свадьбой и свадебным платьем, которое гласит: «Для того, чтобы удачно выйти замуж, невеста должна иметь при себе что-то старое, что-то новое, что-то синее, что-то взятое взаймы». «Что-то старое» — это может быть какое-нибудь фамильное украшение — говорит о том, что девушка помнит, любит и благодарит своих предков. «Что-то новое» — чаще всего новое свадебное платье — символ благополучного будущего. «Что-то синее» — это символ верности и любви, а «что-то взятое взаймы» будет напоминать невесте, что её друзья и близкие рядом и всегда ей помогут.
Платье принцессы Дианы Спенсер, которая в 1981 году стала супругой сына королевы Елизаветы II, Чарльза, принца Уэльского, и сшитое для свадебной церемонии также следовало этому поверью. Оборки на корсаже были из кружев, которые принадлежали бабушке королевы Елизаветы, Марии Текской — нечто «старое», согласно примете. «Голубым» был зашитый в пояс бантик, а мать Дианы попросила добавить к нему золотую подковку с маленьким бриллиантом — «на счастье».
Другое поверье связано с процессом надевания платья. До свадьбы наряд «в сборе» примеряться не должен, а невеста не должна его видеть в зеркале. Это легко выполняется путём не примерять одновременно все предметы: платье, фату, туфли и т. д.

## Аренда свадебного платья
Идея аренды свадебных платьев получила практическую реализацию еще в прошлом столетии. В 1957 году в газете The Guardian была опубликована статья, где будущим невестам рассказали, что прокат свадебного платья — это очень удобно, практично и модно. Акцент был сделан на то, что британские девушки итак много тратят на повседневную одежду, и что нет необходимости покупать свадебный наряд «на один день», а можно просто арендовать его. Платья предлагались только чистыми и выглаженными, и утилизировались не более, чем после 5 прокатов.
На сегодняшний день аренда свадебного платья — это общемировой тренд, который начал набирать заметную популярность в конце первого десятилетия 21 века. И в центре внимания все так же остаются удобство, практичность и стиль. «Свадебное платье, в отличие от супруга, не обязательно хранить всю жизнь» — газета The New York Times 2015 год.